# كمال الدين الفارسي
 كمال الدين الحسن بن علي بن الحسن الفارسي  (665 هـ/1267م -719 هـ/1319م) عالم فارسي ولد في تبريز، قدم مساهمات كبيرة في البصريات ونظرية الأعداد. تلقى العلم على يد العالم قطب الدين الشيرازي، والذي بدوره كان تلميذًا لنصير الدين الطوسي.

## علم البصريات
بدأ الفارسي اهتمامه بالبصريات بسؤال طرحه بشأن انكسار الضوءعلى استاذه الشيرازي، فنصحه بالاطلاع على كتاب المناظر لابن الهيثم، فأسفرت تلك الدراسة العميقة عن كتاب «تنقيح المناظر» لكمال الدين الفارسي.
من المعروف أن الفارسي أول من أعطى تفسيرًا رياضيًا مُرضيًا حول ظاهرة قوس قزح، وتفسيره لطبيعة الألوان فأصلح بذلك نظرية ابن الهيثم. الفارسي أيضًا «وضع نموذج يثبت أن انكسار شعاع ضوء الشمس يحدث مرتين في الماء، يتخللها انكسار أو أكثر فيما بينهما». أثبت الفارسي ذلك باستخدام مجال شفافة مملوء بالماء وكاميرا مظلمة.
استند الفارسي في أبحاثه على التحقيقات النظرية في مبحث انكسار الضوء التي أجريت على المرايا المحدبة أو الكرة المحرقة كما كان يسميها من سبقوه كابن سهل وابن الهيثم. وكما أشار في كتابه تنقيح المناظر، فقد استخدم الفارسي وعاء كبير من الزجاج على شكل كرة مملوء بالماء، ليكون بديلاً عن قطرة الماء، ثم وضعها في كاميرا مظلمة بها فتحة يمكن التحكم بها لإدخال الضوء. قام بعد ذلك بعد محاولات لإدخال الضوء وسجل ملاحظات مفصلة حول انعكاسات وانكسار الضوء، ليثبت أن ألوان قوس قزح هي ظاهرة تنتج من تحلل الضوء. توصل ثيودوريك من فرايبرغ إلى نفس النتيجة (بدون أي اتصال بينهما، على الرغم من أنهما اعتمدا على أعمال ابن الهيثم)، وفي وقت لاحق حقق ذلك رينيه ديكارت وإسحاق نيوتن بتجاربهم حول انكسار الضوء (على سبيل المثال، أجرى نيوتن تجربة مماثلة في كلية ترينيتي باستخدام المنشور بدلا من الكرة).

## نظرية الأعداد
كان للفارسي عدد من المساهمات الهامة حول نظرية الأعداد، أشهرها حول الأعداد الصديقة. وفي مخطوطته «تذكرة الأحباب في بيان التحاب» قدم نهجًا رئيسيًا جديدًا في هذا المجال من نظرية الأعداد، وأدخل أفكار متعلقة بالتحليل والتوافقيات، واقترب الفارسي من تحليل الأعداد الصحيحة إلى أعداد أولية.

## من أعماله
1. كتاب أساس القواعد في أصول الفوائد[13] الذي يتألف من مقدمة وخمسة فصول التعامل مع الحساب والتوثيق وقواعد المبيعات ومساحات الأسطح والمواد الصلبة والأخيرين في الجبر.
2. كتاب تنقيح المناظر أكمل كتابة هذا الكتاب في رمضان 708 هـ/مارس 1309م.[14] تعليقًا على كتاب المناظر لابن الهيثم.
3. مخطوطة  تذكرة الأحباب في بيان التحاب.
4. كتاب البصائر في علم المناظر، وهو كتاب يقدم مختصر لطلبة البصريات، حول كتاب المناظر دون براهين أو تجارب. أكمل كتابة هذا الكتاب في عام 708 هـ/1309 م.